# 新蛸類
新蛸類（學名：Neocoleoidea）又稱新蛸下綱、新蛸亞綱，是海洋头足类动物的一个大族群。这个群体包含两个现存的组：十腕總目 (鱿鱼、墨鱼和亲属）和八腕總目 (章鱼和吸血烏賊)。
WoRMS現時跳過本分類，讓十腕總目及八腕總目直接隸屬蛸亞綱，但未有說明原因。新蛸類支序物種存在於海洋中所有主要栖息地，遍及南极和北极地区、从潮间带到极深的海底。虽然传统上认为是单系群，但该群体的唯一共同形态特征只是存在吸盤：虽然这些特征在箭石中的存在表明不支持单系群的说法，并且因此该族群可能是并系群。

## 分類
- 十腕總目 Decapodiformes
  - 深海魷目（英语：Bathyteuthida） Bathyteuthida
  - 微鰭烏賊目 Idiosepida
  - 閉眼魷目 Myopsida：鎖管
  - 開眼魷目 Oegopsida
  - 墨魚目 Sepiida：墨魚
  - 旋烏賊目 Spirulida
- 八腕總目 Octopodiformes
  - †粗沙鱗科 Trachyteuthididae (地位未定)
  - 幽靈蛸目 [Vampyromorphida：活化石，又稱吸血鬼烏賊
  - 章魚目 Octopoda：章魚、船蛸、水母蛸等
- †古魷形態類（英语：Palaeoteuthomorpha） Palaeoteuthomorpha
  - †波列茨基魷目（英语：Boletzkyida） Boletzkyida

## 參看
- 新頭足綱